# Groot-Roemenië

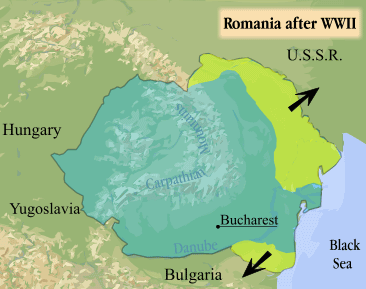
Verloren gebieden na de Tweede Wereldoorlog

Groot-Roemenië (Roemeens: România Mare) was het koninkrijk Roemenië tussen de Eerste en Tweede Wereldoorlog. Roemenië is in geen enkel ander tijdperk zo groot geweest als toen.

## Het ontstaan
In 1918, bij het einde van de Eerste Wereldoorlog, hadden Bessarabië en historisch Transsylvanië zich bij het koninkrijk Roemenië gevoegd. Transsylvanië kwam bij Roemenië, nadat men in Alba Iulia had gestemd voor vereniging met Roemenië. Bessarabië verklaarde zich in 1917 onafhankelijk van Rusland en sloot zich al snel aan bij Roemenië, waarschijnlijk mede ter verdediging tegen de bolsjewieken. De rest van het huidige Transsylvanië (het Maramureș, het Banaat en Crișana) werd na de Hongaars-Roemeense Oorlog en door het Verdrag van Trianon in 1920 toegewezen aan Roemenië. Het Verdrag van Trianon heeft toen de huidige grens tussen Hongarije en Roemenië gevormd.
De unie van Boekovina werd in datzelfde jaar bij het Verdrag van Versailles aan Roemenië toegewezen.
Het zuiden van Dobroedzja (Roemeens: Cadrilater) werd veroverd door de Roemenen, nadat ze in 1913 Bulgarije hadden verslagen in de Tweede Balkanoorlog.
Als gevolg ontstond Groot-Roemenië.

## Einde van Groot-Roemenië
De Roemeense politici beseften wel degelijk dat ze in deze situatie een gemakkelijk doelwit voor revisionisme waren. Dertig procent van de bevolking van Groot-Roemenië was etnisch Hongaars, Duits, Oekraïens of Bulgaars. Roemenië zocht daarom toenadering tot Frankrijk waar het zich ook cultureel mee verwant voelde. Verder sloot het zich, op Frans aandringen, aan bij Tsjecho-Slowakije en Joegoslavië in de zogenaamde Kleine Entente.
De bemoeienis met de regio van Duitsland tijdens het Interbellum versterkte het Hongaarse en Bulgaarse revisionisme. De Kleine Entente werd verzwakt door de Duitse inname van Tsjecho-Slowakije; Frankrijk kon en wilde geen hulp bieden. Het Molotov-Ribbentroppact betekende het einde van Groot-Roemenië: Hitler liet toe dat de Sovjet-Unie Bessarabië en Boekovina zou bezetten.
De Roemeense koning kreeg de schuld van de annexatie en werd verjaagd door generaal Ion Antonescu, die de macht overnam en in de Tweede Wereldoorlog een alliantie met nazi-Duitsland aanging. Aanvankelijk deelde hij de macht met de fascistische IJzeren Garde. Na de Duitse arbitrage te Wenen annexeerde Hongarije een groot deel van Transsylvanië, met belangrijke steden als Cluj-Napoca, Oradea en Satu Mare en de Bulgaren kregen na dreigementen Zuid-Dobroedzja terug.
Ook nam Roemenië in 1941 deel aan de veldtocht tegen de Sovjet-Unie, waarvan het de vroeger afgestane gebieden annexeerde, alsmede Transnistrië als schadeloosstelling voor de Hongaarse en Bulgaarse annexaties.
Uiteindelijk wisselde Roemenië in 1944 van kant en verklaarde de Duitsers en Hongaren de oorlog.
In 1947, door het Verdrag van Parijs, kwam het veroverde Transsylvanië weer terug bij Roemenië. Toch mocht de Sovjet-Unie Bessarabië en het noorden van Boekovina annexeren en het zuiden van Dobroedzja bleef bij Bulgarije.

## De verloren gebieden
In 1991 werd de Sovjet-Unie ontbonden, waarbij alle Sovjetrepublieken van die Unie onafhankelijk werden. De Moldavische Socialistische Sovjetrepubliek, dat grotendeels overeenkwam met het historische Bessarabië, werd onafhankelijk als de Republiek Moldavië.
Het grondgebied van de Moldavische Socialistische Sovjetrepubliek en dus ook het grondgebied van de huidige republiek Moldavië komt echter niet geheel overeen met het grondgebied van Bessarabië. Dit komt doordat Stalin, toen hij na de Tweede Wereldoorlog Bessarabië annexeerde, het geannexeerde gebied samenvoegde met een deel van de al in de Sovjet-Unie liggende Moldavische ASSR (het huidige Transnistrië), en de gebieden Boedzjak (het zuiden van Bessarabië) en het noorden van Boekovina bij de Oekraïense Socialistische Sovjetrepubliek voegde.

## Hedendaags pan-nationalisme
Sinds Groot-Roemenië grote gebieden verloor in de Tweede Wereldoorlog, zijn er mensen die Roemenië weer "groot" willen hebben. Er is zelfs een nationalistische politieke partij opgericht met de naam "Partidul România Mare" (Partij Groot-Roemenië).
De correcte politieke term voor Groot-Roemenië is România Întregită wat ongeveer Heel Roemenië betekent. Groot-Roemenië (România Mare) is nooit een officiële naam van Roemenië geweest.